# La Chatte des montagnes
Pour plus de détails, voir Fiche technique et Distribution.
La Chatte des montagnes (Die Bergkatze) est un film allemand muet réalisé par Ernst Lubitsch, sorti en 1921.

## Synopsis
Le lieutenant Alexis, grand séducteur, est muté dans une forteresse en pleine montagne. Sur le chemin de sa nouvelle affectation, il est attaqué par une bande de brigands et la fille de leur chef tombe amoureuse d'Alexis. Elle décide de s'introduire discrètement dans la forteresse pour être près de lui...

## Fiche technique
- Titre : La Chatte des montagnes
- Titre original : Die Bergkatze
- Titre américain : The Wildcat
- Réalisation : Ernst Lubitsch
- Scénario : Hanns Kräly, Ernst Lubitsch
- Directeur de la photographie : Theodor Sparkuhl
- Décorateurs : Max Kronert, Ernst Stern
- Costumes : Ernst Stern
- Assistant réalisateur : Walter F. Fichelscher
- Sociétés de production : Projektions-AG Union (PAGU)
- Producteur : Paul Davidson
- Distribution : UFA
- Pays d'origine :  République de Weimar
- Lieu de tournage : Kreuzeck, Ufa-Atelier
- Durée : 79 minutes
- Format : Noir et blanc - 35 mm - 1,33:1 - Muet
- Genre : Comédie dramatique
- Date de sortie : 
  - République de Weimar : 14 avril 1921 (première)

## Distribution
- Pola Negri : Rischka
- Victor Janson : le commandant de la forteresse
- Paul Heidemann : Lieutenant Alexis
- Wilhelm Diegelmann : Claudius
- Hermann Thimig : Pepo
- Edith Meller : Lilli
- Marga Köhler : la femme du commandant
- Paul Graetz : Zofano
- Max Kronert : Masilio
- Erwin Kopp : Tripo
- Paul Biensfeldt

## Critiques
- « Les cinéastes avaient alors une totale liberté, une liberté qu'ils ne retrouveront jamais plus par la suite. Il n'est donc guère étonnant que, vu aujourd'hui après presque un siècle, La Chatte des Montagnes nous apparaisse comme une comédie totalement débridée. » L'Œil sur l'écran
- « On passe son temps à se courir après dans cette œuvre de Lubitsch, qu'il s'agisse de l'armée alpine après les bandits - et vice versa - ou des femmes après les hommes - et vice versa.  » shangols
- « Un film à part me semble-t-il dans la filmographie de Lubitsch. Par sa forme d'abord, le cinéaste se tourne là vers une comédie romantique fantasmagorique, plongeant les héros dans un monde totalement fabuleux (au sens littéraire du terme).  » Alligator

## Mises en musique
- en 2000, dans le cadre d'Il Cinema Ritrovato à Bologne par Marco Dalpane et l'Ensemble Playground (enregistré sur le DVD de 2006 de la Friedrich-Wilhelm-Murnau-Stiftung et Transit Film GmbH)
- en 2009, dans le cadre du Festival du film muet des Jardins d'Argences par Éric Navet (Percussions - Batterie - Vibraphone) et Stefan Orins (Piano) du Collectif Muzzix
- en 2016, dans le cadre d'un ciné concert donné le 14 mars 2016 à 20 h à Tourcoing dans la salle de concerts de l'Hospice d'Havré, sur une composition originale de Jérémie Ternoy, pianiste de Jazz et professeur au département Jazz du CRD  Conservatoire de Tourcoing. Sous l'écran d'Ernst Lubitsch figuraient 8 musiciens dont une chanteuse (Léo Colin au Piano, Karim Bellarbi au Vibraphone, Pierre-Antoine Despature à la Contrebasse,Pierre Katzler à la Batterie, Sarah Butruille au Chant, Mawan Fakir au Violon, Benoît Blanc au Trombone et Claire Genet à la Clarinette), tous étudiant(e)s de 3° cycle du conservatoire. Ce ciné-concert faisait suite à la conférence de 18 h 30 "Jazz et Cinéma" donnée en ce même lieu de l'Hospice d'Havré par Patrick Louguet, Professeur émérite en études cinématographiques à Paris 8 Vincennes-Saint-Denis, conseiller artistique de ce ciné-concert produit par Hugues Rousé, directeur du département Jazz du Conservatoire CRD de Tourcoing.